# Damiana
Damiana – żeński odpowiednik imienia Damian, pochodzenia greckiego.
W styczniu 2024 w rejestrze PESEL, wśród publicznie dostępnych danych, wykazano 181 kobiet o imieniu Damiana nadanym jako imię pierwsze oraz 106 kobiet noszących imię Damiana jako imię drugie. Dla porównania, najczęściej nadane imię żeńskie – Anna – nosi 1072616 osób.
Damiana imieniny obchodzi: 23 lutego i 4 maja.

## Imię Damiana w innych językach[5]
- łacina – Damiana
- bułgarski – Damjanka
- estoński – Temmina
- macedoński – Damjanka
- słowacki – Damiána
- słoweński – Damjana.